# Dziewiętnastokąt

Dziewiętnastokąt foremny

Dziewiętnastokąt – wielokąt, który ma 19 boków. Suma jego kątów wewnętrznych wynosi 3060°

## Dziewiętnastokąt foremny

Przybliżona konstrukcja dziewiętnastokąta foremnego

Dziewiętnastokąt foremny ma 19 równych boków oraz 19 kątów o jednakowej mierze. Każdy z jego kątów ma miarę {\displaystyle {\tfrac {3060^{\circ }}{19}}\approx 161{}{\tfrac {1}{19}}^{\circ }{}\approx 161{,}053^{\circ }.}
Dziewiętnastokąt foremny nie jest możliwy do skonstruowania przy użyciu cyrkla i linijki (zob. twierdzenie Gaussa-Wantzela). Możliwe jest jednak skonstruowanie go w wersji przybliżonej.
Pole powierzchni dziewiętnastokąta foremnego o boku długości {\displaystyle a} określa wzór:
{\displaystyle S={\frac {19}{4}}a^{2}\operatorname {ctg} {\frac {\pi }{19}}\approx 28{,}4652\cdot a^{2}.}